# Clavidisculum karstenii
Clavidisculum karstenii är en svampart som beskrevs av Raitv. 1970. Clavidisculum karstenii ingår i släktet Clavidisculum och familjen Hyaloscyphaceae.   Inga underarter finns listade i Catalogue of Life.